# 良辰吉時
《良辰吉時》（英語：Twisted Strings），是CATCHPLAY+和HBO聯合於2022年推出的奇幻寫實、黑色幽默電視劇集。由侯孝賢擔任總監製、黃熙執導，並由黃文英擔任藝術總監、姚宏易擔任攝影指導、廖慶松擔任剪輯指導、林強與許志遠擔任配樂，全劇於基隆市取景。本劇每集可彼此獨立，但又發生在虛構的城市「太平市」，參與演出的演員眾多，包括張艾嘉、李康生、謝欣穎、楊祐寧、姚以緹、段鈞豪、薛仕凌、黃仲崑、周采詩、吳大維、陳姸霏、唐治平、瑞瑪·席丹、黃遠、顏毓麟、林哲熹、喜翔、洪小鈴、鍾政均、白潤音、陳羅密歐與陳麗貞。本劇5-7集亦被選為2022金馬奇幻影展閉幕片。

## 播出時間

### 首播
| 頻道 | 所在地 | 播出日期                     | 播出時間    |
| HBO  | 臺灣   | 2022年3月27日－2022年4月24日 | 每週日21:00 |

### 網路平台
| 頻道       | 所在地 | 播出日期                     | 播出時間    |
| CATCHPLAY+ | 臺灣   | 2022年3月27日－2022年4月24日 | 每週日21:00 |
| HBO GO     | 臺灣   | 2022年3月27日－2022年4月24日 | 每週日21:00 |

## 電視劇歌曲
| 曲別   | 歌名              | 演唱者   | 作詞   | 作曲     |
| 主題曲 | 過客              | 范曉萱   | 范曉萱 | 范曉萱   |
| 片頭曲 | I Promise         | 范曉萱   | 許常德 | 范曉萱   |
| 片尾曲 | 我還年輕 我還年輕 | 老王樂隊 | 張力長 | 老王樂隊 |

## 獎項

### 金鐘獎
| 年份   | 頒獎典禮     | 獎項名稱                   | 提名者                 | 結果 |
| 2022年 | 第57屆金鐘獎 | 迷你劇集獎                 | 《良辰吉時》           | 獲獎 |
| 2022年 | 第57屆金鐘獎 | 迷你劇集／電視電影導演獎   | 黃熙                   | 提名 |
| 2022年 | 第57屆金鐘獎 | 迷你劇集／電視電影編劇獎   | 黃熙                   | 提名 |
| 2022年 | 第57屆金鐘獎 | 迷你劇集／電視電影男主角獎 | 楊祐寧                 | 提名 |
| 2022年 | 第57屆金鐘獎 | 迷你劇集／電視電影男配角獎 | 段鈞豪                 | 提名 |
| 2022年 | 第57屆金鐘獎 | 迷你劇集／電視電影女配角獎 | 周采詩                 | 提名 |
| 2022年 | 第57屆金鐘獎 | 戲劇類節目攝影獎           | 姚宏易                 | 提名 |
| 2022年 | 第57屆金鐘獎 | 戲劇類節目剪輯獎           | 廖慶松、賴詠萱         | 提名 |
| 2022年 | 第57屆金鐘獎 | 戲劇類節目聲音設計獎       | 朱仕宜、劉小草、曾雅寧 | 獲獎 |
| 2022年 | 第57屆金鐘獎 | 戲劇類節目燈光獎           | 蕭鴻益                 | 提名 |
| 2022年 | 第57屆金鐘獎 | 戲劇類節目美術設計獎       | 黃文英、翁定洋         | 獲獎 |
| 2022年 | 第57屆金鐘獎 | 戲劇類節目造型設計獎       | 黃文英、高仙齡         | 獲獎 |

### 亞洲內容獎
| 年份   | 頒獎典禮        | 獎項名稱     | 提名者       | 結果 |
| 2022年 | 第4屆亞洲內容獎 | 最佳內容     | 《良辰吉時》 | 提名 |
| 2022年 | 第4屆亞洲內容獎 | 最佳男演員   | 李康生       | 提名 |
| 2022年 | 第4屆亞洲內容獎 | 最佳女配角   | 陳姸霏       | 提名 |
| 2022年 | 第4屆亞洲內容獎 | 新人－女演員 | 陳姸霏       | 提名 |

## 爭議
本作的主題曲《I Promise》在第57屆金鐘獎中入圍並成功獲得了該屆的主題歌曲獎，該獎項是金鐘獎歷史上首次頒發的獎項。然而在公布結果後不久便被發現此曲實為2021年大甲媽祖遶境活動所創作的開幕曲，而並不是為了本劇所特別創作的歌曲。經過多日的調查後，在2022年11月1日，文化部發佈公告，判定此作品應視為「大甲媽祖遶境主題曲」的改編版本，而非「全新創作」，不符合金鐘獎獎勵要點「主題歌曲獎，應專為該戲劇、迷你劇集全新創作之主題歌曲，包含詞與曲」定義，宣布正式取消《I Promise》的得獎資格，並改頒《俗女養成記2》插曲《蚵仔麵線》為主題歌曲獎的得獎者。

## 外部連結
- 良辰吉時 CATCHPLAY+ 收視頁面
- 互联网电影数据库（IMDb）上《良辰吉時》的资料（英文）
- 豆瓣电影上《良辰吉時》的資料 （简体中文）